# Saivomuotka
Saivomuotka är en tidigare småort i Karesuando distrikt (Karesuando socken) i Kiruna kommun. Byn ligger vid Muonioälven och den svensk-finska gränsen, i den östligaste delen av Kiruna kommun, strax norr om gränsen mot Pajala kommun, intill riksväg 99. Cirka 8 kilometer sydost om Saivomuotka ligger grannbyn Kätkesuando, som ligger i Pajala socken i Pajala kommun och cirka 30 kilometer nordväst ligger tätorten Kuttainen. Vid 2015 års småortsavgränsning hade folkmängden i området minskat till under 50 personer och småorten upplöstes. I augusti 2020 fanns det enligt Ratsit 44 personer över 16 år registrerade med Saivomuotka som adress.
Vid småortsavgränsningen 2010 utgjorde andelen fritidshus i småorten mer än 30 procent av samtliga byggnader.

## Befolkningsutveckling
| Befolkningsutvecklingen i Saivomuotka 1990–2010 | Befolkningsutvecklingen i Saivomuotka 1990–2010 | Befolkningsutvecklingen i Saivomuotka 1990–2010 | Befolkningsutvecklingen i Saivomuotka 1990–2010 | Befolkningsutvecklingen i Saivomuotka 1990–2010 |
| ----------------------------------------------- | ----------------------------------------------- | ----------------------------------------------- | ----------------------------------------------- | ----------------------------------------------- |
|                                                 |                                                 |                                                 |                                                 |                                                 |
| År                                              |                                                 |                                                 | Folkmängd                                       | Areal (ha)                                      |
| 1990                                            | 1990                                            |                                                 | 120                                             | 52#                                             |
| 1995                                            | 1995                                            |                                                 | 102                                             | 56#                                             |
| 2000                                            | 2000                                            |                                                 | 84                                              | 56#                                             |
| 2005                                            | 2005                                            |                                                 | 69                                              | 52#                                             |
| 2010                                            | 2010                                            |                                                 | 57                                              | 52#                                             |
| Anm.: Ej småort 2015. # Som småort.             |                                                 |                                                 |                                                 |                                                 |

Vid folkräkningen den 31 december 1890 bodde det 37 personer i Saivomuotka.

## Personer från Saivomuotka
Predikanten Johan Raattamaa som var en av Lars Levi Læstadius främsta medarbetare i den læstadianska rörelsen, var bosatt i Saivomuotka. 